# Pruche du Canada
Tsuga canadensis
Espèce
Statut de conservation UICN

 NT  : Quasi menacé
La pruche du Canada, ou pruche de l'Est (Tsuga canadensis), est un arbre appartenant à la famille des Pinaceae. Il existe plusieurs espèces de Tsugas. Originaire d'Amérique du Nord, la pruche du Canada pousse de l'Alabama et la Géorgie jusqu'au sud du Québec et la Nouvelle-Écosse. Il est surtout abondant au nord et à faible altitude sur des sols très humides.

## Description
La pruche du Canada est un arbre de dimensions moyennes pouvant atteindre 30 m de hauteur. Le tronc est droit, peut mesurer jusqu'à 100 cm de diamètre et fortement décroissant. Sa ramure est large et plutôt conique pour les jeunes arbres, mais devient irrégulière avec l'âge. Ses branches sont grêles, flexibles, étalées horizontalement et sont réclinées aux extrémités. Les branches mortes sont persistantes sur l'arbre. Ses racines sont superficielles et très étalées.

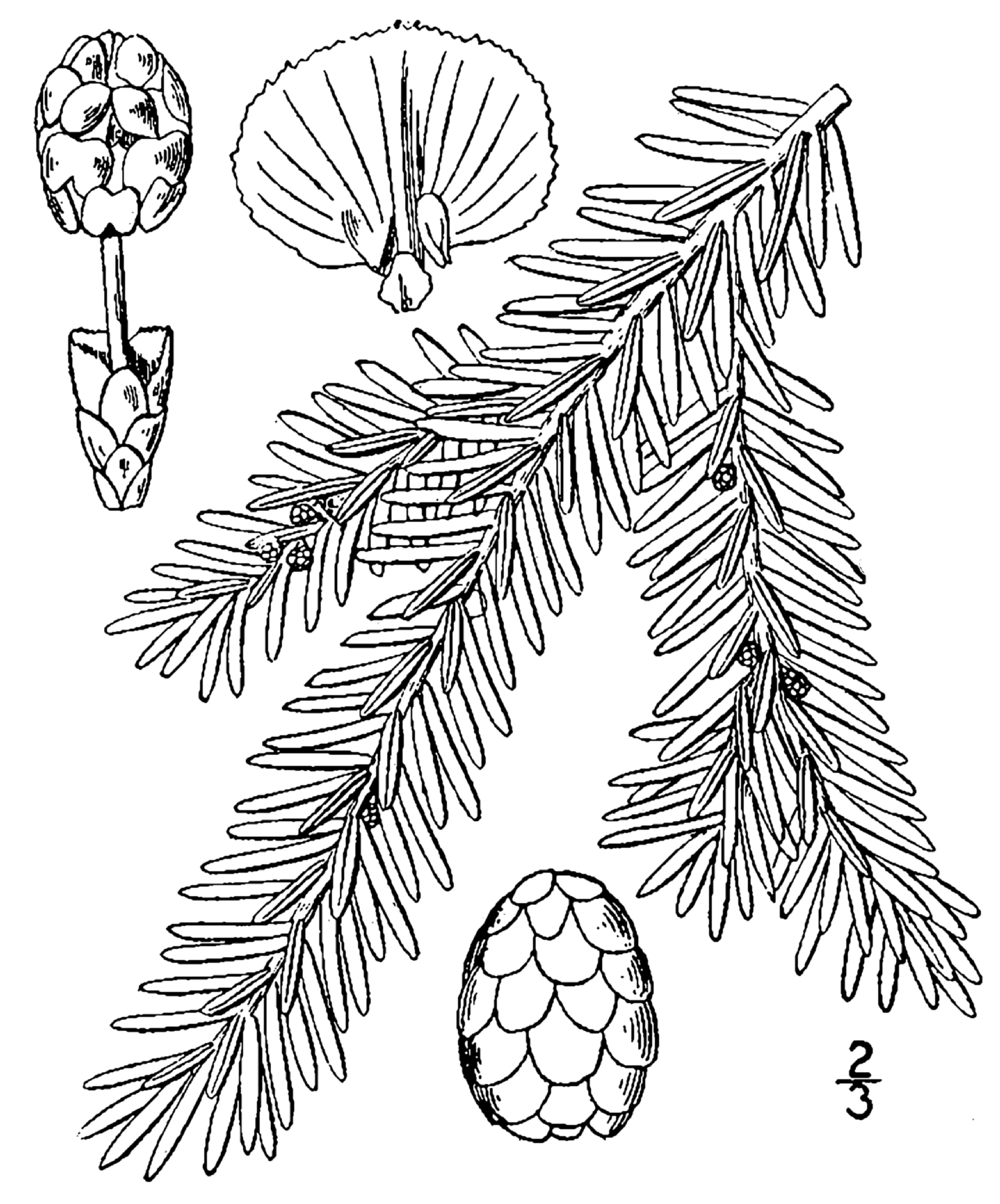
Détail rameau, graine et cône

Son écorce est de couleur brun foncé rougeâtre. Celle-ci s'écaille dès le plus jeune âge. L'écorce des arbres matures arbore de larges crêtes aplaties parcourues par un réseau étendu de sillons.
Les aiguilles longues de 7 à 16 mm se rétrécissent aux extrémités et leur pourtour est finement dentelé. La face inférieure porte deux bandes blanches de stomates. En Europe, la floraison a lieu au début du mois de mai. Les cônes mesurent de 15 à 22 mm et la graine ailée mesure 2 mm.

## Répartition et habitat

### Répartition

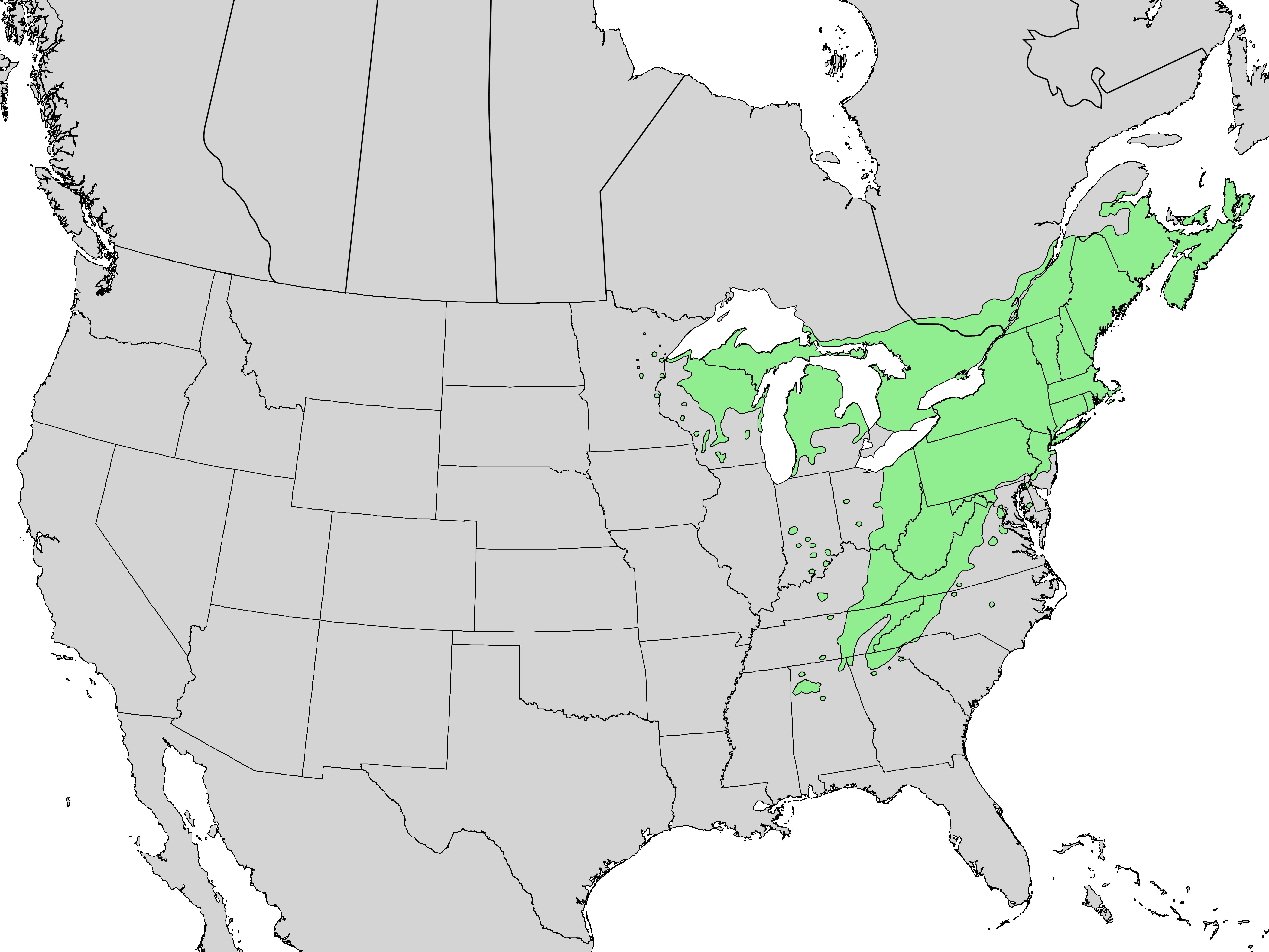
Aire de répartition

La pruche du Canada est avec la pruche de la Caroline (Tsuga caroliniana),une des deux espèces du genre Tsuga indigène de l'Est de l'Amérique du Nord. Deux autres espèces se trouvent sur la côte ouest de l'Amérique du Nord, la pruche de l'Ouest (Tsuga heterophylla) et la pruche de Mertens (Tsuga mertensiana).
Au Québec, la pruche du Canada pousse souvent dans les érablières et les forêts mixtes, à l'ombre, croît lentement, atteint 30 m de haut et un diamètre de 100 cm. Certains individus dépasseraient les 600 ans. C'est une essence de fin de succession. La pruche du Canada a été introduite en Grande-Bretagne en 1736. Elle pousse très lentement (25 mètres à 100 ans) et préfère l'ombre  . En Europe occidentale et centrale, on la plante dans les parcs à titre ornemental. Elle résiste au gel mais recherche un sol fertile et humide. Elle dépérit dans les endroits secs et trop exposés au soleil.

## Systématique

### Nomenclature et étymologie
Trois noms vernaculaires sont connus au Canada pour désigner l'arbre. « Pruche » dériverait de « Prusse » ou « Pérusse », des noms employés anciennement en Europe pour désigner les épicéas. En Acadie, il est aussi connu sous le nom de « Haricot », probablement en relation avec le verbe harigoter (couper en morceaux). Il est aussi connu en Acadie sous le nom de « violon », probablement car il fut anciennement utilisé pour la fabrication d'instrument à corde. Outre « pruche du Canada », l'arbre est aussi nommé « pruche de l'Est » ou simplement « pruche ».
Le genre Tsuga provient du mot désignant la pruche de Siebold en japonais. Quant à canadensis, il provient du latin et signifie tout simplement « du Canada ».
Un autre terme est également utilisé, notamment dans la langue anglaise, celui de « sapin-ciguë » (hemlock), même si la dénomination de sapin est inappropriée, et ce, en raison de l'odeur dégagée par ses aiguilles froissées.

## Utilisation
Les autochtones mangeaient l'aubier et les radicelles lors de famines. La richesse de l'arbre en tanins a contribué à la traite des fourrures puisqu'on s'en servait pour tanner les peaux. Le bois, solide et hydrofuge, a servi pour la construction de planchers, de quais, de granges et même de guitares et de violons. Selon Gérald Fortin et Bernard Rollet, il s'agirait de l'annedda, « arbre de vie » qui sauva l'équipage de Jacques Cartier d'une épidémie de scorbut. L'huile essentielle des rameaux et aiguilles est utilisée notamment en soins palliatifs.